# فيليب هودسون (كاتب العمود)
فيليب هودسون (بالإنجليزية: Phillip Hodson)‏ هو كاتب العمود بريطاني، ولد في 1946.